# Litomyšlské motocyklové závody

Proměny závodních okruhů na Litomyšlsku v průběhu času

Silniční motocyklové závody v Litomyšli a blízkém okolí se jezdily pravidelně v letech 1947 až 1977. Zprvu se závodilo přímo v ulicích města pod názvem Litomyšlský okruh, později na větším okruhu Litomyšl – Nová Ves – Osík – Litomyšl. Tehdy, v letech 1956–1958, zaznamenaly závody pod názvem Cena města Litomyšle největší slávu. 

## 30. léta: prolog
Úplně první, ojedinělý závod silničních motocyklů se jel na Litomyšlsku už v roce 1928, a to na trati Litomyšl – Pohodlí. O rok později, 23. května 1929, se v Litomyšli sešla i ustavující valná hromada místní skupiny Ligy čsl. motoristů v Litomyšli, která zvolila svým předsedou Aloise Filipiho.

## Litomyšlský okruh

### 1947
První ze souvislé řady závodů se jel 27. července 1947. Pořadatelem byl Autoklub LItomyšl, ředitelem závodu Jan Kočer, záštitu převzal tehdejší ministr průmyslu Bohumil Laušman. Okruh měřil 1 400 metrů, startovalo se u radniční věže na náměstí a trať pokračovala jihovýchodním směrem na křižovatku pod hřbitovem, kde se stočila doleva, obloukem zamířila k zámku a sjezdem kolem pošty zpět na náměstí.
Podniku se zúčastnilo 55 předních českých závodníků v juniorských a seniorských kategoriích. Absolutním vítězem se stal Antonín/Arnold Buchta ze Želíz na stroji BMW B Special 500 s průměrnou rychlostí 75 km/h, který soutěžil v seniorské kategorii přes 350 ccm, zatímco kategorii do 350 ccm vyhrál Emanuel Hájek na stroji Walter a do 250 ccm Ladislav Štajner na motocyklu stejné značky. Dalšími soutěžními kategoriemi byli junioři přes 350 a do 350 ccm (vítěz Zdeněk Kost z Prahy na stroji Norton), do 250 a do 125 ccm (Václav Kněz z Krchleb na DKW) a do 175 ccm (Miloš Grubner na stroji Jawa).

### 1948
Závod v roce 1948 se jel 13. června na stejné trati. Jezdci všech seniorských kategorií odjeli 30 kol, junioři v nejsilnější třídě 20 kol, v nižších dvou třídách 15 kol a v nejnižších dvou 8 kol. Ředitelem závodu byl opět Jan Kočer. V nejsilnější juniorské kubatuře přes 350 ccm vyhrál Jaroslav Zubatý z Kopidlna na BMW a stal se i absolutním vítězem. V nižších kubaturách následovali vítězové: Vojta Diviš, Zdeněk Frištenský, Miloš Rauš a Václav Parus. Ve všech třech seniorských třídách zvítězil Václav Stanislav.

### 1949
Závod se jel 24. července 1949 v šesti kategoriích, dvě seniorské nejsilnější přes a do 350 ccm vyhrál Zdeněk Kost z Prahy a stal se absolutním vítězem. Kubatura do 250 ccm byla rozdělena na juniory a seniory, Zdeněk Vandas ale uvádí, že start měli společný, zatímco Museum Czech Road Racing naopak píše, že juniorská jízda byla rozdělena na dvě kvůli velkému počtu soutěžících. V třídě seniorů zvítězil Jaroslav Löffelman z Prahy na stroji Walter, v juniorech Jaroslav Melš z Chocně na motocyklu Jawa. Juniorskou třídu do 350 ccm vyhrál J. Kubeš a do 125 ccm J. Čížek.

### 1950
Čtvrtý závod se jel 9. července 1950 naposledy na původní trati. Junioři na 15 okruzích najeli 21 kilometrů, senioři na 25 okruzích 35 kilometrů. Absolutním vítězem se stal závodník z kubatury 350 ccm jménem Václav Stanislav na stroji Walter.

### 1951
V roce 1951 byl závod povýšen do kategorie oblastních závodů, podmínkou však byl nejméně dvoukilometrový okruh, takže došlo ke změně trati. Startovní a cílový úsek přes Gottwaldovo (dnešní Smetanovo) náměstí byl vypuštěn, startovalo se u tehdejšího okresního národního výboru v dnešní ulici T. G. Masaryka, odkud se jelo kolem autobusového nádraží na křižovatku přes řeku Loučná a dále se trať napojila opět na starý okruh a obloukem pokračovala k zámku, kde následoval sjezd k poště, zde ovšem následovala pravá zatáčka do dnešní Havlíčkovy ulice a přes Smutný most zpět na start. Výsledný okruh měřil 2,5 km. Všechny kategorie jely 21 kol. Absolutním vítězem se stal závodník v kubatuře 500 ccm Antonín Vitvar na stroji Norton. Kategorii do 350 ccm vyhrál Zdeněk Kost na motocyklu stejné značky, do 250 ccm zvítězil domácí Vojta Diviš. Jedinou ženou na startu byla Ema Parusová.

### 1952
V roce 1952 vyhrál kubaturu do 500 ccm Miroslav Čada, v kategorii do 350 ccm zvítězil závodník Frištenský z Rožnova pod Radhoštěm a do 250 ccm místní Vojta Diviš. Poprvé vyjely na trať také závodní automobily do 750 ccm – ze šesti účastníků dosáhl nejlepšího času Josef Schleichert ve voze značky Minor.

### 1953
Znovu došlo ke změně trasy, start a cíl se vrátil k radniční věži na náměstí, původní trať však byla modifikována tak, že se po výjezdu z náměstí neodbočovalo doleva k zámku, ale doprava k nemocnici a dále kolem okresního národního výboru na sever ke Smutnému mostu a zpět ke staré radnici. Byl to poslední závod vedený ulicemi města. Absolutním vítězem se stal v kubatuře 500 ccm Jaroslav Simandl na stroji ESO.

## Cena města Litomyšle

### 1954
V pořadí osmý ročník závodů se jel poprvé mimo ulice města a poprvé pod novým názvem. Jednalo se tedy o 1. ročník Ceny města Litomyšle. Nový okruh byl dlouhý 10,8 kilometru, začínal na silnici kousek před Novou Vsí, po jejím průjezdu ještě před Pohodlím odbočoval doprava na Osík a odtud serpentinami do Litomyšle, pouze však na kraj k nemocnici a zde opět zahýbal doprava na Novou Ves. Absolutním vítězem závodu se stal František Šťastný na stroji Jawa v kategorii do 500 ccm, který ujel osm kol o celkové délce 86,4 km za 41 minut 23,5 vteřiny. V kubatuře 350 ccm vyhrál František Bartoš na ČZ OHC a třídy do 250 ccm a do 175 ccm vyhrál Stanislav Malina na stroji téže značky. Obě vyšší a obě nižší kubatury startovaly vždy společně.
Nový okruh měl svá problematická místa a někteří závodníci navrhli některé úseky upravit, v roce 1955 se tak další ročník nekonal a místo něj probíhaly úpravy tratě.

### 1956
Po úpravě trati došlo také k přesunu startu hned na okraj Litomyšle, do svahu nad nemocnicí. Díky vylepšením a novým povrchům se podařilo nalákat československou jezdeckou elitu a zajeté časy na úseku od nemocnice do Nové Vsi srovnatelné s brněnskou Velkou cenou Československa. Vítězem kategorie 500 ccm se stal František Šťastný s průměrnou rychlostí 139 km/h. V kubatuře do 350 ccm vyhrál Gustav Havel na stroji Jawa OHC, do 250 ccm Jiří Koštíř na ČZ a do 175 ccm Karel Bojer na téže značce. Závodily opět také automobily ve dvou kategoriích: závodní vozy vyhrál Jaroslav Pavelka na monopostu z Tatry Kopřivnice, sportovní vozy Josef Štyler z Prahy.

### 1957
Nejslavnějším ročníkem závodního podniku se stal ten konaný 28. července 1957 s kvalitní mezinárodní účastí, byť se nejednalo o absolutní světové špičky. Přijeli mimo jiné Němci Horst Kassner a Helmut Hallmeier, australští Britové Harry a Eric Hintonovi, Rakušané Gerold Klinger a Rudi Thalhammer či Kanaďan Leonard Tinker. Podél trati se shromáždilo přes 35 tisíc diváků. Vítězem nejslabší kubatury do 125 ccm se stal František Bartošna ČZ, v kategorii do 175 ccm zvítězil Karel Bojer na stroji stejné značky. Jízdu motocyklů do 350 ccm, poznamenanou deštěm, vyhrál Helmut Hallmeier na stroji NSU Sportmax a v kategorii do 250 ccm, rovněž za vydatného lijáku, zvítězil stylem start-cíl Horst Kassner. Gerold Klinger na stroji BMW RS vyhrál s velkým náskokem kubaturu do 500 ccm.

### 1958
Pro ročník 1958 nahradil v čele pořadatelského týmu Josefa Honzátka Vladimír Famfulík a místo západních zahraničních závodníků se ve startovním poli objevili už jen reprezentanti z východního bloku – z Maďarska či NDR. Jednalo se také o poslední závod na této trati. Ve třídě do 500 ccm zvítězil Maďar György Kurucz, do 350 ccm Pavel Slavíček na stroji Jawa OHC, do 250 ccm František Bartoš, do 175 ccm Karel Bojer a do 125 ccm Václav Parus. Ve dvou obsahových třídách závodily i automobily, vítězem do 1 500 ccm se stal Jaroslav Šuster ve voze Škoda-Sport, slabší kubaturu vyhrál pražský jezdec Miroslav Berkman.
V dalších letech se podle Zdeňka Vandase do pořádání motocyklových závodů nikomu nechtělo, bez dalšího upřesnění uvádí, že ani nebylo kde jezdit. Na okruhu se uskečnilo jen několik závodů motokár, které v té době přišly do módy.

### 1964
V roce 1964 se závod vrátil opět do ulic Litomyšle, na mírně modifikovaný původní okruh. Startovalo se opět na náměstí, ovšem ne pod radniční věží, ale blíže k poště, na křižovatce za náměstím opět doleva obloukem k zámku a po sjezdu závodníci objeli Smetanův pomník, čímž se trať asi o 30 metrů prodloužila. V nejsilnější kubatuře vyhrál a absolutním vítězem 12. ročníku závodů se stal Miroslav Stružka z Jaroměře.

### 1965
Následujícího roku byl závod, jehož ředitelem byl Bohdan Musil, povýšen do kategorie krajského přeboru východních Čech. Absolutním vítězem se stal stejně jako před rokem Miroslav Stružka.
Na dalších pět let však silniční motocyklové závody na Lytomyšlsku opět ustaly. Vystřídaly je podniky terénních motocyklů.

### 1970
V roce 1970 se znovu oživil závod v ulicích města, tentokrát už naposledy. Do města tentokrát nebyla vpuštěna kategorie do 500 ccm, a proto nejsilnější zůstala 350 ccm, kterou vyhrál Stanislav Čížek ze Svitav na stroji ČZ a stal se i absolutním vítězem závodu. Ve třídě do 250 ccm zvítězil, do 125 ccm Oldřich Kába z Týnce nad Sázavou na stroji Jawa. Nově byla přidána nejnižší kategorie do 50 ccm, kterou vyhrál Zbyněk Havrda z Hradce Králové.

### 1971
Pro následující 15. ročník závodu byla navržena nová trať s okruhem dlouhým 12 kilometrů. Začínalo se na jihovýchodním okraji města u benzínové čerpací stanice a po úvodním sjezdu do města k sokolovně následovala ostrá zatáčka doprava na Strakov a dále na jih do Janova. Z něj se závodníci po další pravotočivé zatáčce napojili na státní silnici, po jejímž rovném pětikilometrovém úseku se vrátili ke startu. Tato cílová rovinka sice umožňovala dosahovat vyšších rychlostí, divácky však byla podle Zdeňka Vandase tato trať nepříliš atraktivní. Třídy do 350 a 250 ccm na ní absolvovaly 5 kol, do 125 ccm čtyři kola a do 50 ccm tři kola. Nejsilnější kubaturu vyhrál stylem start-cíl Bohumil Staša s průměrnou rychlostí 165 km/h. V kategorii do 250 ccm zvítězil František Srna z Pezinku, do 125 ccm Zbyněk Havrda z Hradce Králové a do 50 ccm František Kročka z Nitry.

### 1973
Roční odmlka poskytla příležitost ke změně trasy závodu. Tzv. Morašický trojúhelník tentokrát Litomyšl zcela minul, start byl v nedalekých Morašicích západně od města. Závodníci zamířili nejprve směrem na Litomyšl, na půli cesty na Višňáry odbočili ostře doprava na Lažany, před nimiž se stočili zpět do Morašic. Divácky podstatně atraktivnější trať měřila jen 3 300 metrů a závod byl vypsán jen pro tři kubatury. Kategorie do 350 ccm jela celkem 15 okruhů a vyhrál ji Stanislav Čížek ze Svitav. Kategorie do 250 ccm projela okruh 14krát a zvítězil v ní Armand Ondrik. Třídu do 125 ccm vyhrá Břetislav Herman na stroji Jawa, když spolu s ostatními závodníky absolvoval 12 kol. Na závěr programu se konal ještě závod bez rozdílu kubatur, který vyhrál Bohumil Staša. Tento 16. ročník přinesl také historicky jediný smrtelný úraz, který svým životem odnesl Ivan Gendráč z Úpice.

### 1974
17. ročník se díky atraktivnímu Morašickému trojúhelníku jel jako jeden z finálových závodů Místrovství ČSR, takže se na Litomyšlsko sjela česká a moravská jezdecká elita. K loňským třem kategoriím přibyla v tomto roce i kubatura do 50 ccm. Obě silnější třídy, do 350 a 250 ccm, vyhrál Bohumil Staša, v obou slabších třídách, do 125 a 50 ccm, zvítězil Bedřich Fendrich.

### 1975
O rok později byli po závodu na morašické trati dekorováni mistři republiky. Vítězové závodu téměř zkopírovali loňský model, obě silnější kategorie vyhrál Bohumil Staša, ve třídě do 125 ccm zvítězil ovšem Zbyněk Havrda, v předchozím ročníku až třetí, zatímco v nejnižší kubatuře zopakoval vítězství Bedřich Fendrich.

### 1976
Závod ve svém 18. ročníku dále povýšil a stal se součástí Mistrovství Československa, ředitel Oldřich Púhoný jej zahájil 13. června 1976. Obě nejsilnější kategorie vyhrál tentokrát slovenský závodník Peter Baláž z Hlohovce, ve třídě do 125 ccm zvítězil Karel Sedláček z Karlových Varů a do 50 ccm Bedřich Fendrich ze Znojma.

### 1977
Jubilejní 20. ročník závodu, uspořádaný 12. června 1977, se stal součástí Poháru míru a přátelství, takže kromě československých jezdců se ve startovním poli znovu objevili také závodníci z Maďarska, NDR i zemí Sovětského svazu. Ve třídách do 350 a 250 ccm zvítězil Bohumil Staša, v kubatuře do 125 ccm vyhrál Zbyněk Havrda a do 50 ccm Miloslav Sedlák z Vyškova. Tímto závodem po 30 letech a 20 ročnících skončila tradice víceméně pravidelných silničních motocyklových závodů na Litomyšlsku.

## Připomínky
Na podzim 2008, u příležitosti 80. výročí prvního závodu z roku 1928, vyšla ve Svitavském deníku série článků věnovaných historii silničních motocyklových závodů na Litomyšlsku.
V létě 2017 otevřelo Regionální muzeum v Litomyšli výstavu mapující historii těchto závodů u příležitosti 70. výročí prvního pravidelného závodu z roku 1947. Výstava představovala fotografie, trofeje, medaile či poháry i několik motocyklů zapůjčených ze soukromých sbírek. Dne 17. září 2017 se uskutečnila také „spanilá jízda“ místního Veterán klubu po původní trase Litomyšlského okruhu. V listopadu téhož roku připravilo Regionální muzeum v Litomyšli v rámci projektu Stezky dědictví tištěného průvodce po místech konání závodů.